# Corso Palladio
Corso Andrea Palladio è la principale strada di Vicenza, intitolata dopo la seconda guerra mondiale al celebre architetto. Lungo circa 700 m, attraversa il nucleo storico della città da ovest ad est, rispettivamente da Porta Castello a piazza Giacomo Matteotti.

## Storia

### Epoca antica, Medioevo ed età moderna
Il tracciato dell'attuale corso corrisponde sostanzialmente a quello che, in epoca romana, era il decumanus maximus della città e, nello stesso tempo, il tratto urbano della consolare Via Postumia. Chiamato anche strata major, dopo la costruzione della cinta muraria altomedievale fu delimitato a ovest dalla Porta Feliciana (molto vicina, anche se non del tutto coincidente con la Porta del Castello) e ad est dalla porta San Pietro (sulla riva destra del fiume Bacchiglione, all'altezza del ponte di San Pietro, ora degli Angeli).
Durante il Medioevo e in epoca moderna conservò la sua funzione di raccordo tra le città della pianura veneta (rispettivamente Verona e Padova), tanto che ai suoi bordi si aprivano locande, osterie e luoghi per il noleggio delle vetture; genericamente era chiamato Strata major, Strà grande, o semplicemente Strà.
Era anche importante luogo pubblico. Già durante il Medioevo in esso vi erano quattro punti nei quali il pubblico banditore doveva recarsi a proclamare i decreti del governo cittadino e le sentenze di condanna emanate contro i rei: la porta Sancti Petri, la plathea Sancte Corone, la domus illorum de Caldogno (all'inizio dell'attuale contrà Porti) e il canton del pozzo rosso (l'incrocio con l'attuale corso Fogazzaro).

### Età contemporanea
Agli inizi dell'Ottocento il tratto che andava da piazza Castello a contrà San Faustino era chiamato "contrà del corso", in quanto rappresentava la parte terminale della corsa dei cavalieri che si contendevano il Palio nel giorno della Sacra Spina e del Corpus Domini.
Nell'ambito di questo percorso, però, si susseguivano vari toponimi derivanti dalle caratteristiche dei diversi tratti o luoghi.
- Il primo tratto, da piazza Castello a corso Fogazzaro, era denominato "corso ai Filippini" per la presenza della chiesa dedicata a san Filippo Neri.
- Il secondo tratto - che va da corso Fogazzaro[2] fino a stradella san Giacomo - era distinto, per il fronte nord, con due denominazioni: "corso all'Azzardo", fino all'inizio del fronte porticato, per la presenza del caffè più chic dell'Ottocento, e "corso al Casin" il fronte porticato, per la presenza, in palazzo Braschi Brunello, del casino dei Nobili, una società aristocratica che chiuse la sua attività nel 1825. Anche i portici prospettanti su questo secondo tratto assumevano la denominazione di portico dei Nobili, sostituita con quella di portico Bardella, per la presenza della libreria gestita da Domenico Bardella e luogo di incontro di intellettuali vicentini.
- Sul fronte opposto, il tratto che da via Cesare Battisti porta a contrà Do Rode era detto "corso alla Stella d'Oro", dall'insegna di una trattoria con alloggio attiva fino al 1878, che fungeva anche da servizio di posta e che aveva preso il posto della storica Osteria della Campana, menzionata fino alla fine del Seicento. Il tratto poi che da contrà Do Rode porta a contrà Cavour[3], era chiamato "corso al Bo d'oro", dal nome della spezieria gestita dalla famiglia Scola.
- Il terzo tratto - che va da stradella san Giacomo, da un lato, e da contrà Cavour dall'altro, fino all'incrocio con contrà Porti - era chiamato "corso ai Nobili", per la frequentazione dell'aristocrazia cittadina che si riuniva al caffè detto appunto dei Nobili. L'ultimo tratto porticato del fronte nord era detto portico delle Messaggerie per la presenza del Caffè alle Messaggerie, al piano terra di palazzo Tornieri.
- Il quarto tratto - che va dall'incrocio del corso con contrà Porti e contrà Dal Monte fino a contrà Manin - era detto "corso al Nolo" per la presenza in contrà Manin[4] della rimessa delle carrozze. Questo tratto di strada era detto anche "corso al Cappello Rosso" per la presenza, sul fronte nord, del più importante albergo della città denominato Al Cappello Rosso, chiuso nel 1852[5].
- Il quinto tratto veniva chiamato "corso a san Gaetano" dal nome della chiesa dedicata a san Gaetano Thiene, fondatore dei padri teatini, eretta tra il 1720 e 1730 su progetto dell'architetto Girolamo Frigimelica.
- La principale strada di Vicenza terminava all'incrocio di contrà san Faustino, come attesta la targa toponomastica posta in facciata con la dizione "Il Corso". Il tratto da questa contrà all'Isola - l'attuale piazza Matteotti - era invece chiamato contrà Portici di Santa Corona, in ragione della fila interrotta dei portici di fronte al muro che racchiude il giardino di questa chiesa.
- Anche altri nomi furono usati, a seconda dei tratti: "corso al caffè Angelini", "corso al Paradiso".

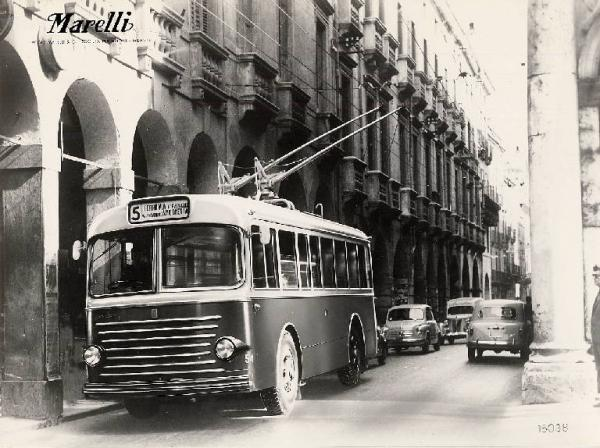
Filobus e veicoli privati che transitano per il Corso nel 1957

Nel 1847 Cesare Cantù la chiamò "la più elegante via d'Europa, se non si conti per tale il Canal Grande dell'incomparabile Venezia, potendo dirsi una continuità di palazzi, dalla piazza del Castello fino a quella dell'Isola".
Nel 1866, dopo l'annessione del Veneto al Regno d'Italia, l'insieme fu ufficialmente denominato corso Principe Umberto (il futuro re d'Italia, che nello stesso anno aveva abitato nel palazzo Loschi Zileri Dal Verme); nel 1943 il nome fu mutato in quello di corso Ettore Muti e infine, dopo la Liberazione, nel giugno 1945 la più importante via di Vicenza ricevette il nome attuale. 
Durante la seconda guerra mondiale, il bombardamento dell'aviazione alleata del 14 maggio 1944 danneggiò gravemente molti edifici del tratto centrale, edifici che furono in parte restaurati (come la Ca' d'Oro) e in parte ricostruiti nel dopoguerra. 
Chiusa al traffico veicolare dal 1983, da Porta Castello all'incrocio con contrà Santa Barbara la strada presenta un fondo in porfido ed è, per buona parte del suo tracciato, fiancheggiata da portici. Comunemente chiamata el corso e considerata la via dello shopping cittadino, è una delle passeggiate tipiche dei vicentini che, specialmente il pomeriggio, amano percorrerla muovendosi nelle cosiddette "vasche" (andare su e giù da piazza Castello a piazza Matteotti).

## Prospetto nord

### Da Porta Castello a Corso Fogazzaro

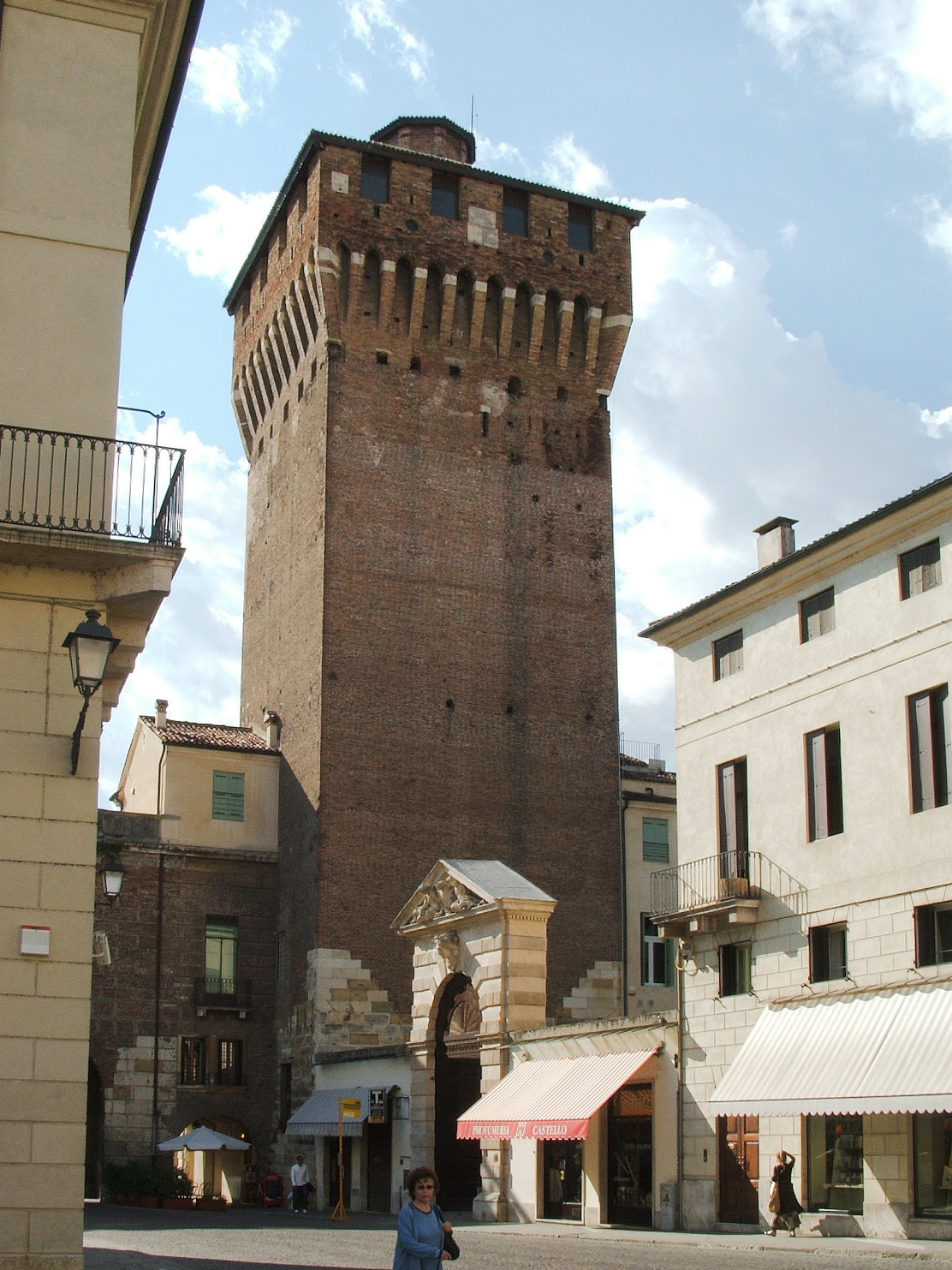
Torrione di Porta Castello

- Il Corso inizia da Porta Castello e dal Torrione (al n. 1) - uniche strutture ancora rimaste - del possente Castello fatto costruire nel 1343 da Antonio e Mastino II della Scala, che fecero ripristinare la fortezza ezzeliniana distrutta 50 anni prima, ampliandola in un vero e proprio castello, che occupava un'area quadrata, circondato da profonde fosse, cinto da torri ai quattro angoli e con il torrione al centro. L'aspetto attuale del Torrione, con le merlature sporgenti con caditoie sopra beccatelli e con l'aggiunta della lanterna sommitale, quasi certamente appartiene al periodo visconteo di fine secolo XIV[9].
- Segue Palazzo Marchi. Una parte del castello, demolito nell'Ottocento, fu sostituita da questo palazzo, il cui alto muro di recinzione costeggia il corso. L'ingresso, al centro del muro, è dato da un portale bugnato ad arco a tutto sesto, con testa femminile in chiave d'arco e coronato da un timpano triangolare con due figure femminili sdraiate, che reggono un cartiglio nel frontone[10].
- Ai nn. 9-11, l'edificio collegato al muro di palazzo Marchi, è alto quattro piani e fa angolo (sullo spigolo un bel balconcino) con piazza Castello, al centro della quale si erge il monumento a Giuseppe Garibaldi.

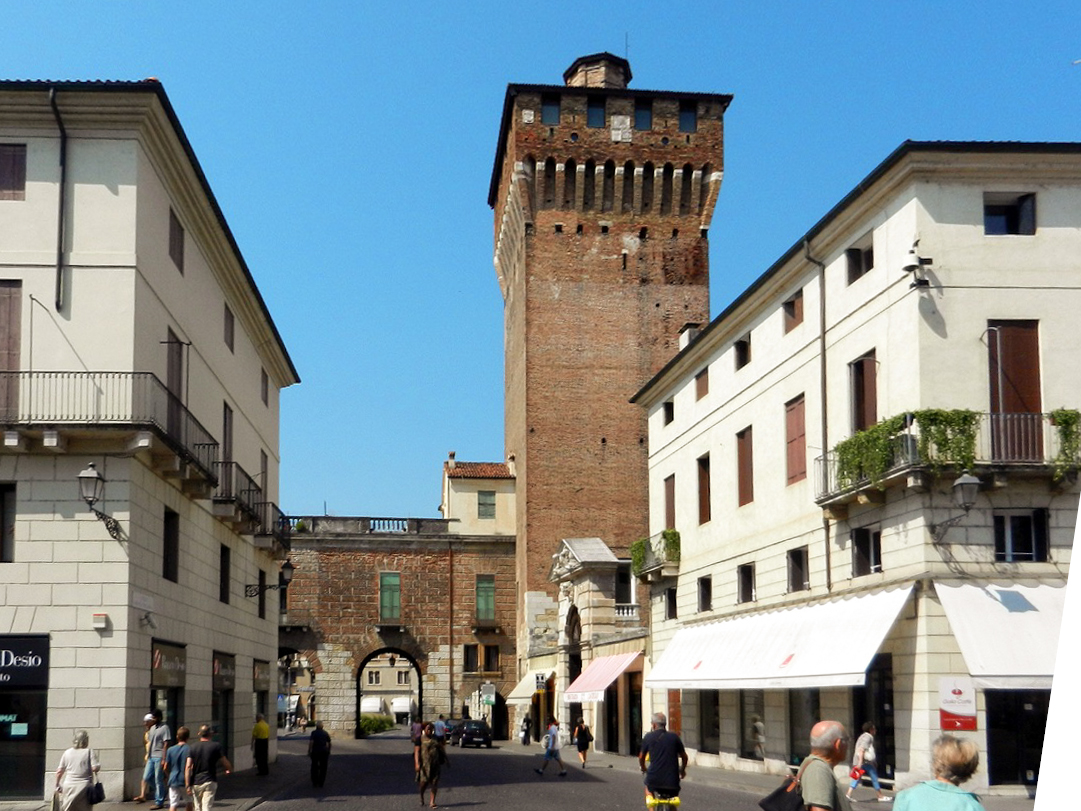
Porta Castello, torrione, palazzo Marchi, edificio ai nn. 9-11
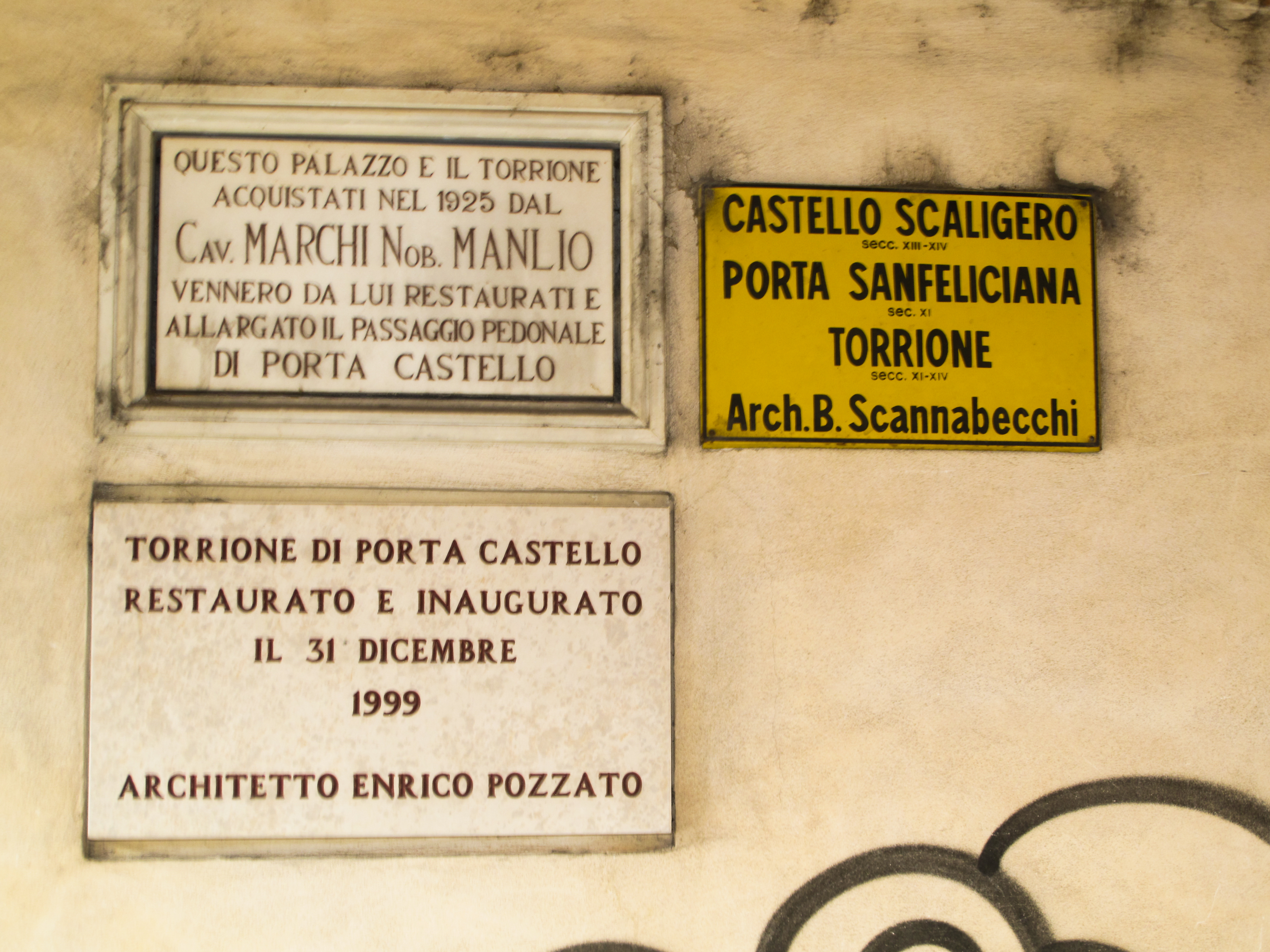
Porta Castello - targhe storiche
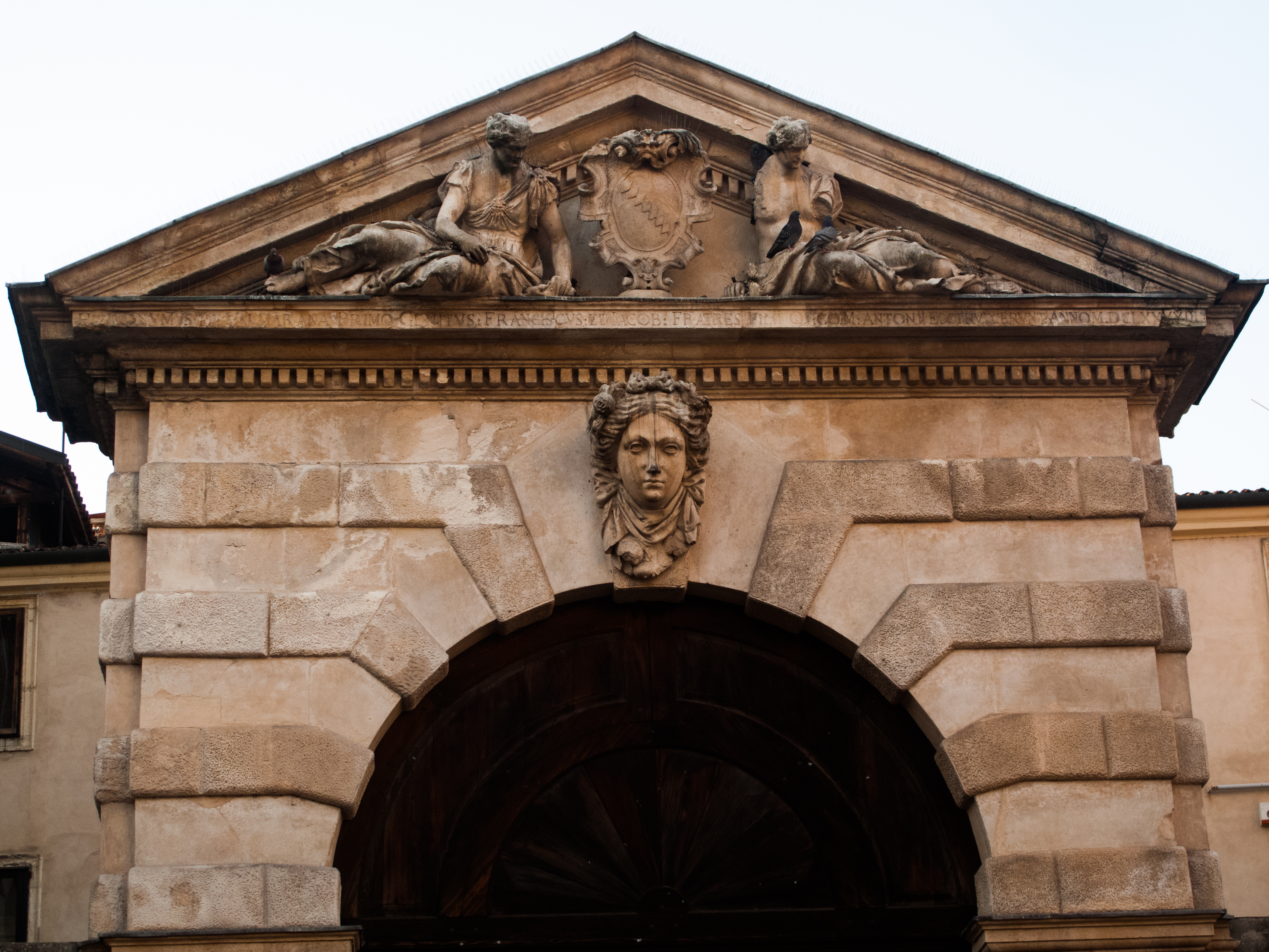
Palazzo Marchi - Timpano del portico d'accesso
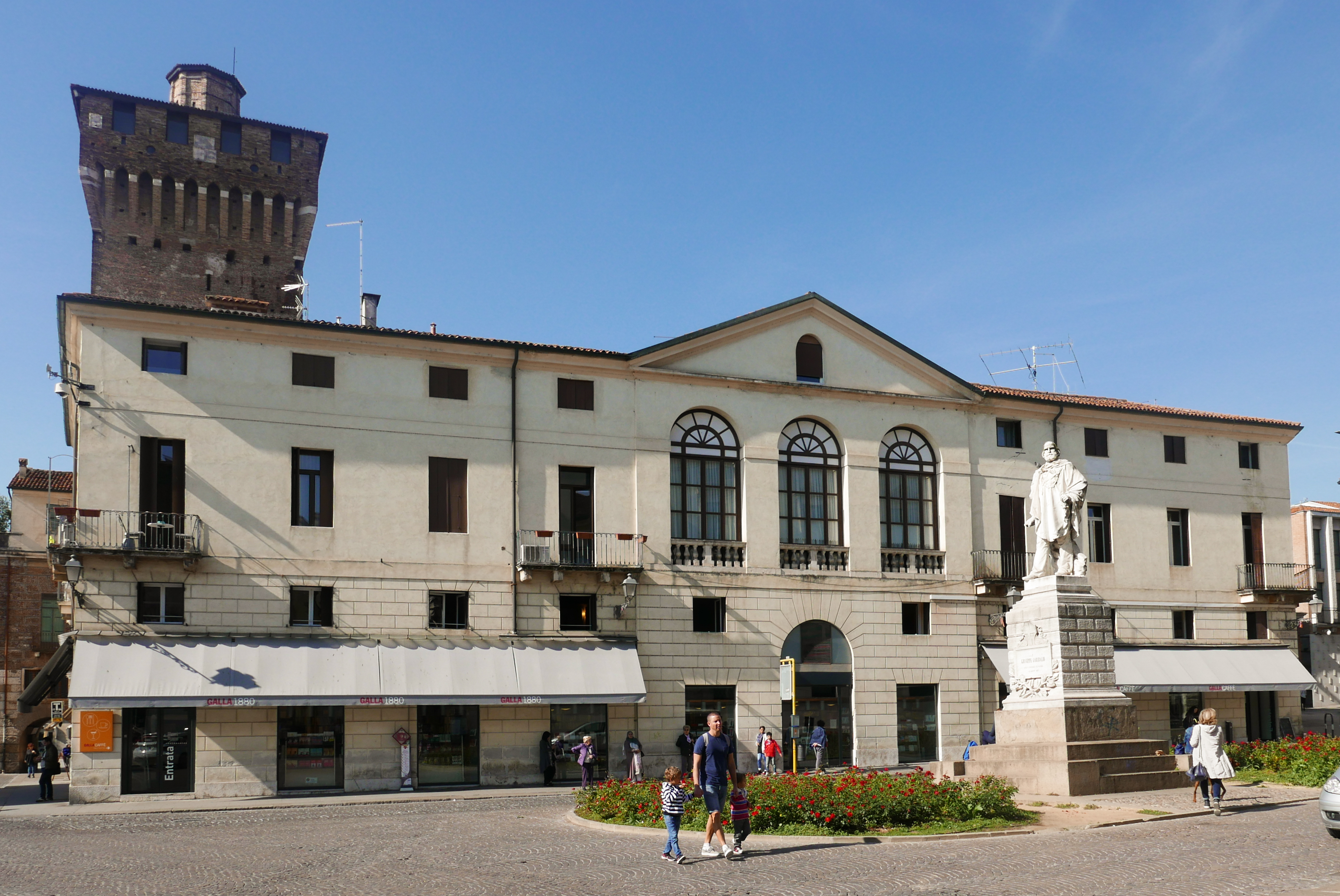
Piazza Castello lato nord ovest

- Sull'angolo opposto della piazza, al n. 13, si trova il Palazzo Thiene Bonin Longare, sede vicentina di Confindustria, che ne ha promosso il restauro.

Il palazzo, che Francesco Thiene fece realizzare sulla proprietà di famiglia, fu progettato da Andrea Palladio presumibilmente nel 1572 ed edificato da Vincenzo Scamozzi dopo la morte del maestro; fu acquistato nel 1835 da Lelio Bonin Longare. Dal 1994 è inserito, assieme alle altre architetture palladiane di Vicenza, nella lista dei patrimoni dell'umanità dell'UNESCO.
La somiglianza con altri progetti palladiani - ad esempio con palazzo Barbaran da Porto - fa pensare agli anni settanta del Cinquecento, sia nel disegno della parte inferiore della facciata che nella grande loggia a doppio ordine affacciata sul cortile interno.
Il fianco invece - con il piano terra ricoperto da bugnato gentile, le alte portefinestre al primo piano coronate con timpano alternativamente triangolare e incurvato, i balconcini balaustrati poco sporgenti - è opera dello Scamozzi, considerando la somiglianza con palazzo Trissino al Duomo. Anche il profondo atrio, sostanzialmente indifferente alla griglia degli ordini, potrebbe essere scamozziano.

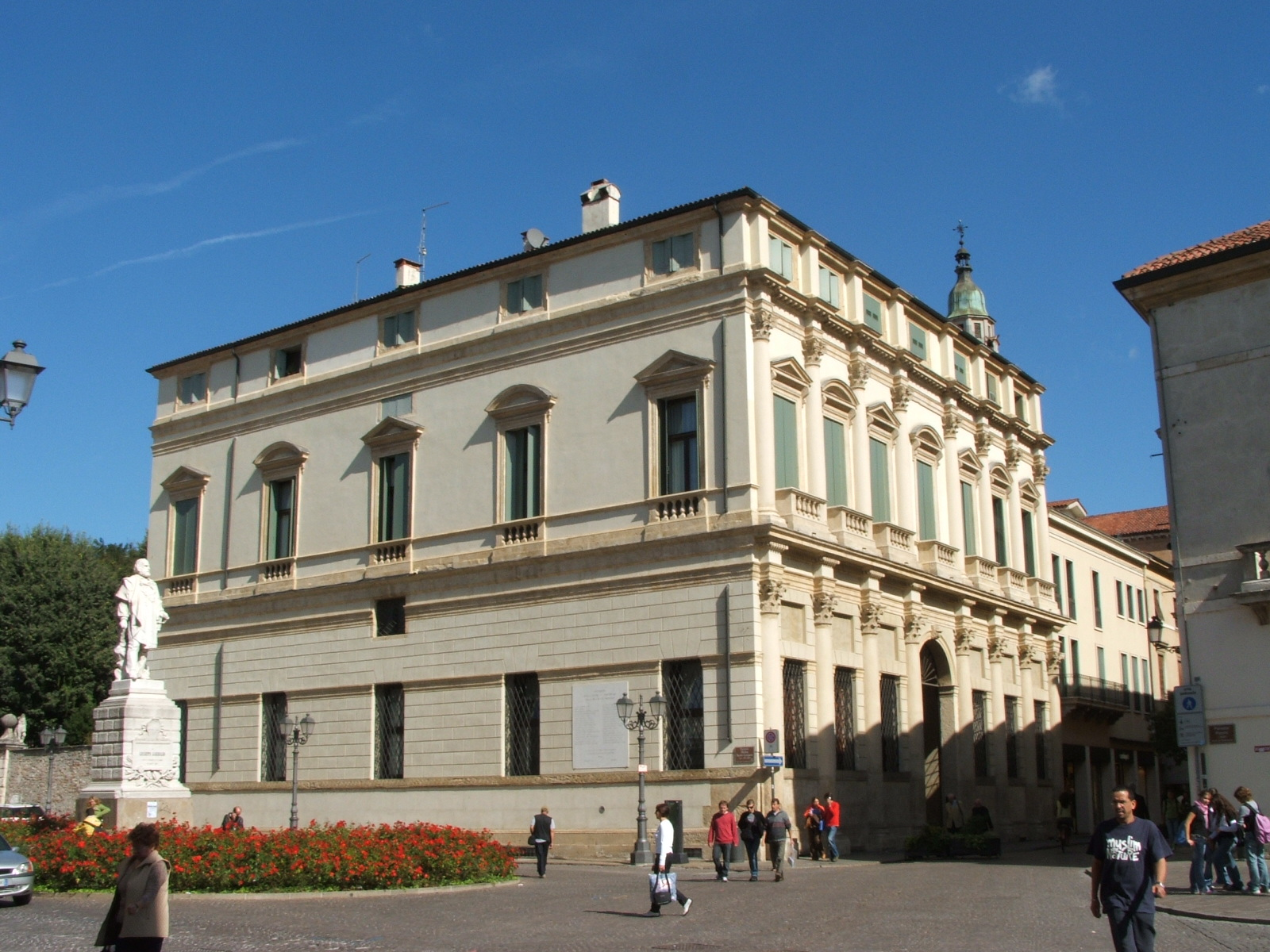
Palazzo Thiene Bonin Longare, visto da piazza Castello
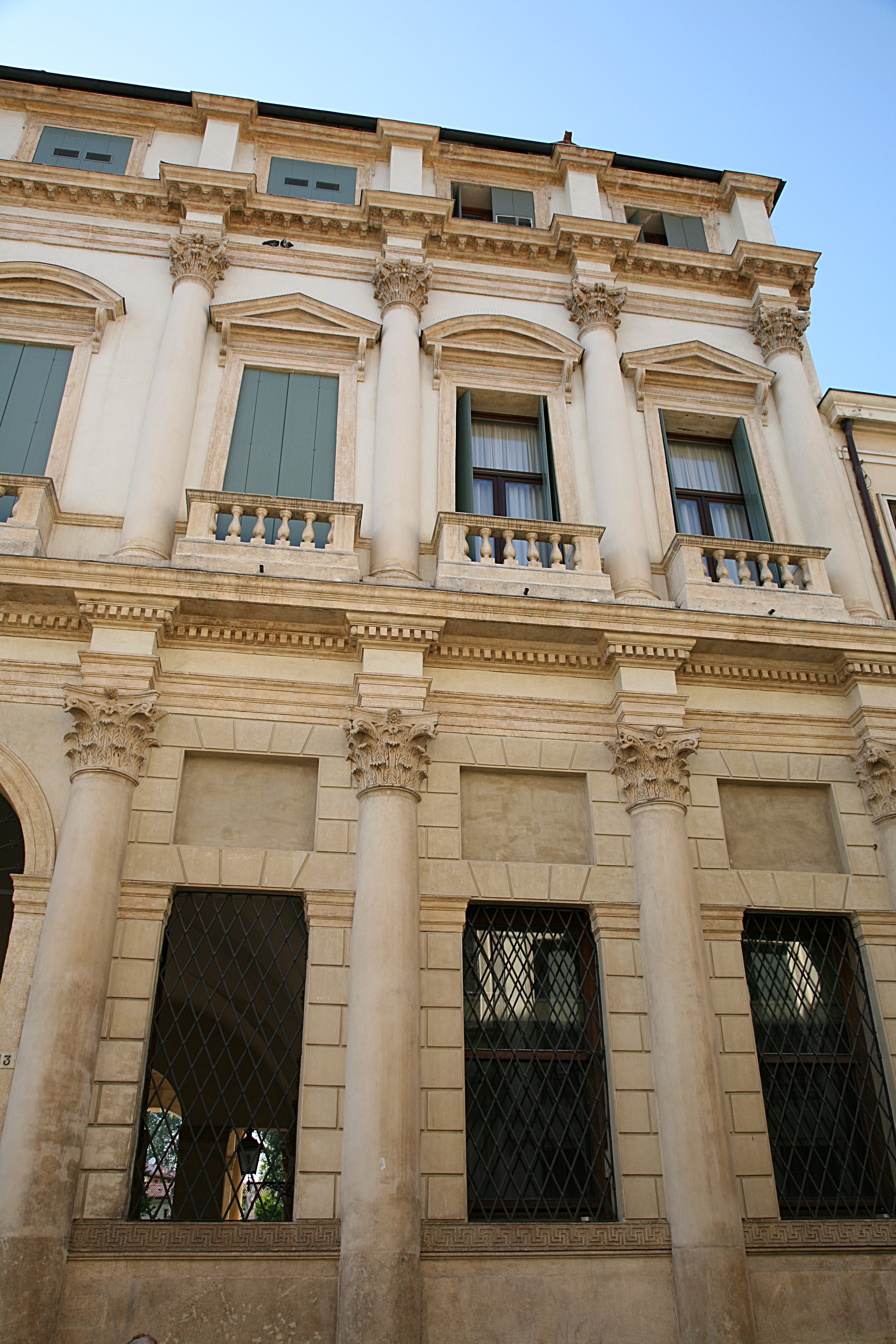
Facciata del palazzo vista dal Corso
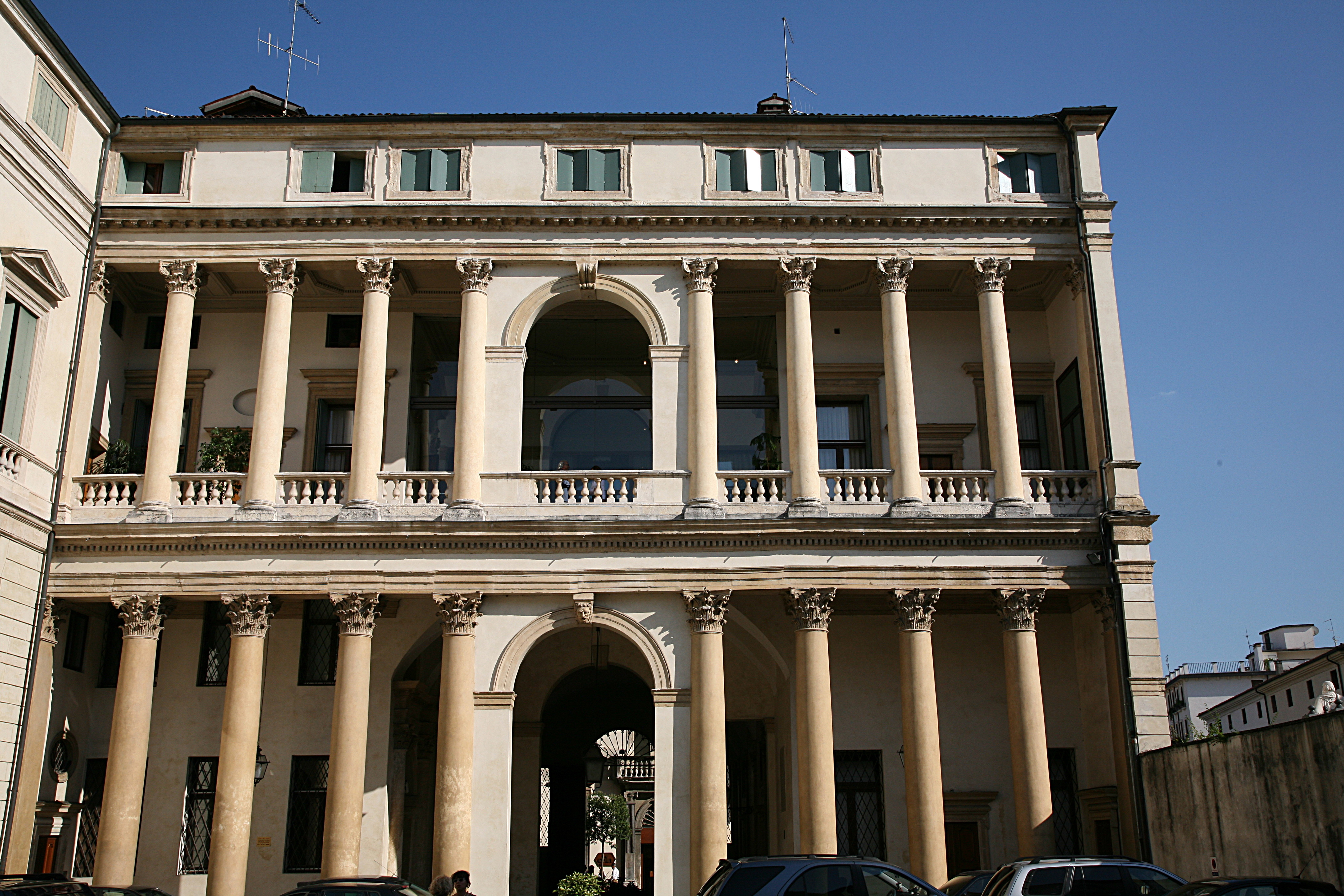
La loggia della corte interna

- Sulla destra del palazzo Bonin Longare, ai nn. 15-19, un edificio ristrutturato che conserva ancora sul ballatoio modiglioni cinquecenteschi e una ringhiera dell'Ottocento. Segue, ai nn. 21-27, un edificio degli anni sessanta del Novecento che sostituisce l'ottocentesco palazzo Savardo Brunialdi, costruito su progetto dell'architetto Antonio Piovene. Tra il 1872 e il 1900 fu sede dell'albergo Roma e in seguito destinato ad abitazioni e negozi.

L'impostazione, legata alle correnti storiciste postunitarie, emerge soprattutto nel portale fiancheggiato da semicolonne doriche che sostengono una balconata lapidea su cui si affaccia una porta finestra affiancata da semipilastri sorreggenti un timpano spezzato. L'insieme, pur nella pesantezza del linguaggio evocativo tipico del secolo, ha saputo cogliere e riproporre l'effetto chiaroscurale dei portici, che un leitmotiv della via, con l'apertura di fornici rettangolari anticipati da semipilastri bugnati.
→ Stradella dei Filippini
Detta un tempo Stradella dei gesuiti dalla piccola chiesa del Gesù che una volta vi esisteva, dal Settecento in poi ebbe il nome attuale per la presenza della chiesa e dell'oratorio della Congregazione di San Filippo Neri.

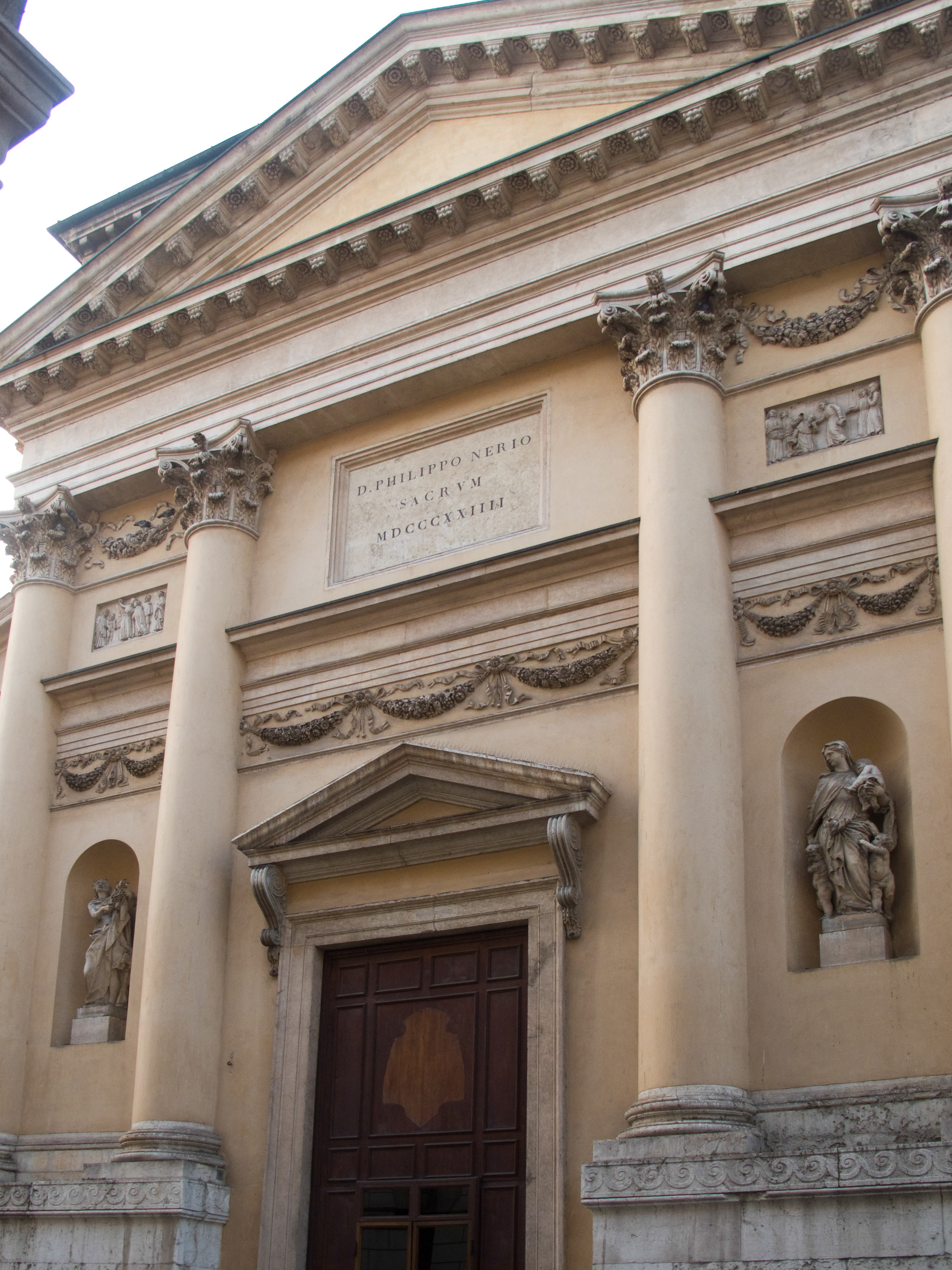
Facciata della chiesa dei Filippini

- Chiesa di San Filippo Neri (detta "dei Filippini")

Eretta sul luogo in cui era situata la piccola chiesa dei gesuiti, la sua costruzione richiese oltre un secolo: iniziata nel 1730 ma rimasta ferma per alcuni decenni si concluse solo nel 1822.
Per costruire la facciata, tra il 1822 e il 1824, l'architetto vicentino Antonio Piovene - che aveva sostituito nell'Ottocento Giorgio Massari, morto nel 1766 - adattò liberamente un disegno giovanile che nel 1756 Ottone Calderari aveva predisposto per la chiesa di San Marco in San Girolamo in borgo Pusterla e non era mai stato eseguito.
Lo schema della facciata riprende quello palladiano di San Giorgio Maggiore a Venezia. La parte centrale è costituita da quattro semicolonne corinzie di modulo gigante, con alta trabeazione e frontone triangolare, che poggiano su un alto zoccolo e sono affiancate da due ali che corrispondono alle cappelle laterali. Le statue nelle nicchie - da sinistra la Vergine, San Lorenzo, la Carità e San Paolo - sono di inizio Settecento, qui portate da altro edificio religioso.
- Sulla destra della chiesa un lungo tratto è caratterizzato da un basso edificio, ritmato da grandi vetrine rettangolari, contrassegnato dai numeri che vanno dal 29 al 37. Sulla prima parte di questo tratto il prospetto è appesantito da una facciata, con tre grandi finestre, che riprende motivi e di stile neoclassico.
- L'edificio ai nn. 39-43 è stato costruito nel secondo dopoguerra in luogo di palazzo Thiene Tecchio, gravemente danneggiato dal bombardamento del 14 maggio 1944 e poi demolito. Il preesistente palazzo - pregevole espressione in stile classicistico del Cinquecento vicentino - era stato fatto costruire da Ercole Thiene, che aveva acquistato una struttura dove in precedenza Alessandro Thiene aveva incorporato una casa-torre medievale; sulla facciata si stendeva un vasto apparato di affreschi[14]. La facciata attuale appare una fantasiosa quanto incongrua interpretazione a metà strada tra lo stile lombardo rinascimentale e l'architettura littoria con, al centro dei piani rialzati collegati da fascia marcapiano, una sorta di serliana[11].

→ Stradella San Marcello
Prende il nome da una delle chiese altomedievali di Vicenza, dedicata al papa martire del IV secolo, che cessò di essere officiata nel 1807, poco dopo fu acquistata dal conte Pietro Caldogno - il cui palazzo era contiguo - sconsacrata e ridotta ad usi profani; ciò che ne restava subì i bombardamenti della seconda guerra mondiale.
- Palazzo Capra Clementi, al n. 45, attualmente sede della Banca Nazionale del Lavoro.

La struttura asimmetrica del prospetto e le scelte stilistiche fanno pensare al primo Rinascimento vicentino, caratterizzato dalle opere di Lorenzo da Bologna, attivo in città negli anni intorno al 1500. Interventi ottocenteschi hanno modificato l'originale prospetto, sostituendo le originali ringhiere in ferro battuto con balaustre in pietra e modificando il portale, quest'ultimo nuovamente ristrutturato nel Novecento. È tuttavia ancora percepibile il robusto senso costruttivo del palazzo che traspare dalla composta partizione delle finestre centinate, propria della maniera lombarda del tardo Quattrocento.
- Palazzo Thiene, al n. 47.

La facciata appare il frutto di due momenti distinti. Al piano terra le finestre con tipica cornice a tortiglione e, al primo piano, la grande pentafora ad archi inflessi impennacchiati e trilobati, le quattro monofore ai lati e i modiglioni intagliati alle estremità ricordano lo stile tardogotico vicentino della metà del Quattrocento; la simmetria della facciata e i menzioni reggenti il ballatoio della pentafora però fanno ritenere che il palazzo sia stato costruito un secolo più tardi. Il secondo piano e il sottotetto, invece, sono un innalzamento voluto da Giangiacomo Thiene nel 1750, pur con la ripresa dei modelli gotici
Il portone centrale, anch'esso dovuto agli interventi del Settecento, dà accesso ad una moderna galleria pedonale, la Galleria Del Pozzo Rosso, costruita negli anni 1957-60 e che collega corso Palladio con corso Fogazzaro. Nell'atrio rimangono, sulla destra, l'elegante portoncino e lo scalone settecentesco.

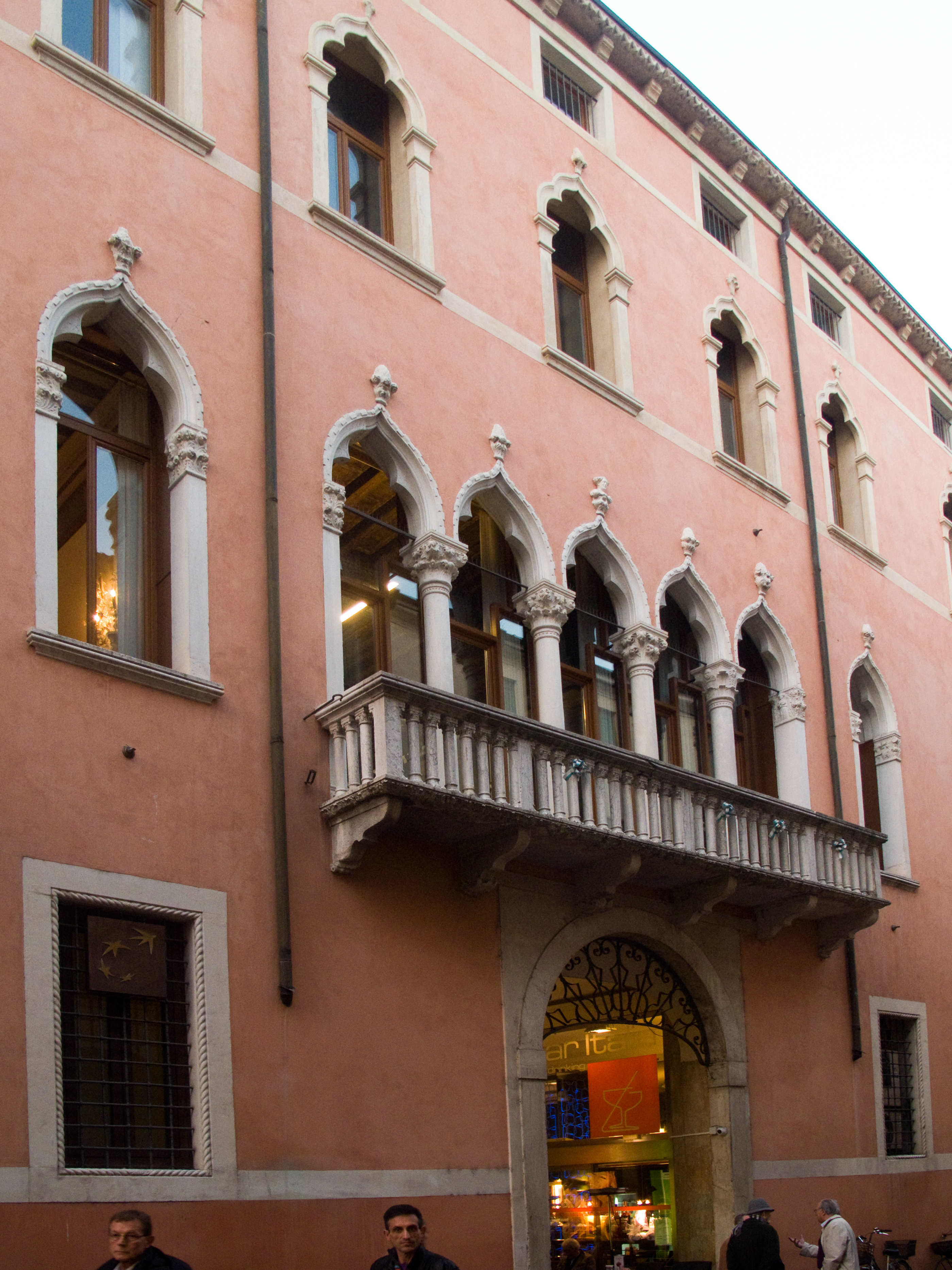
Palazzo Thiene, facciata
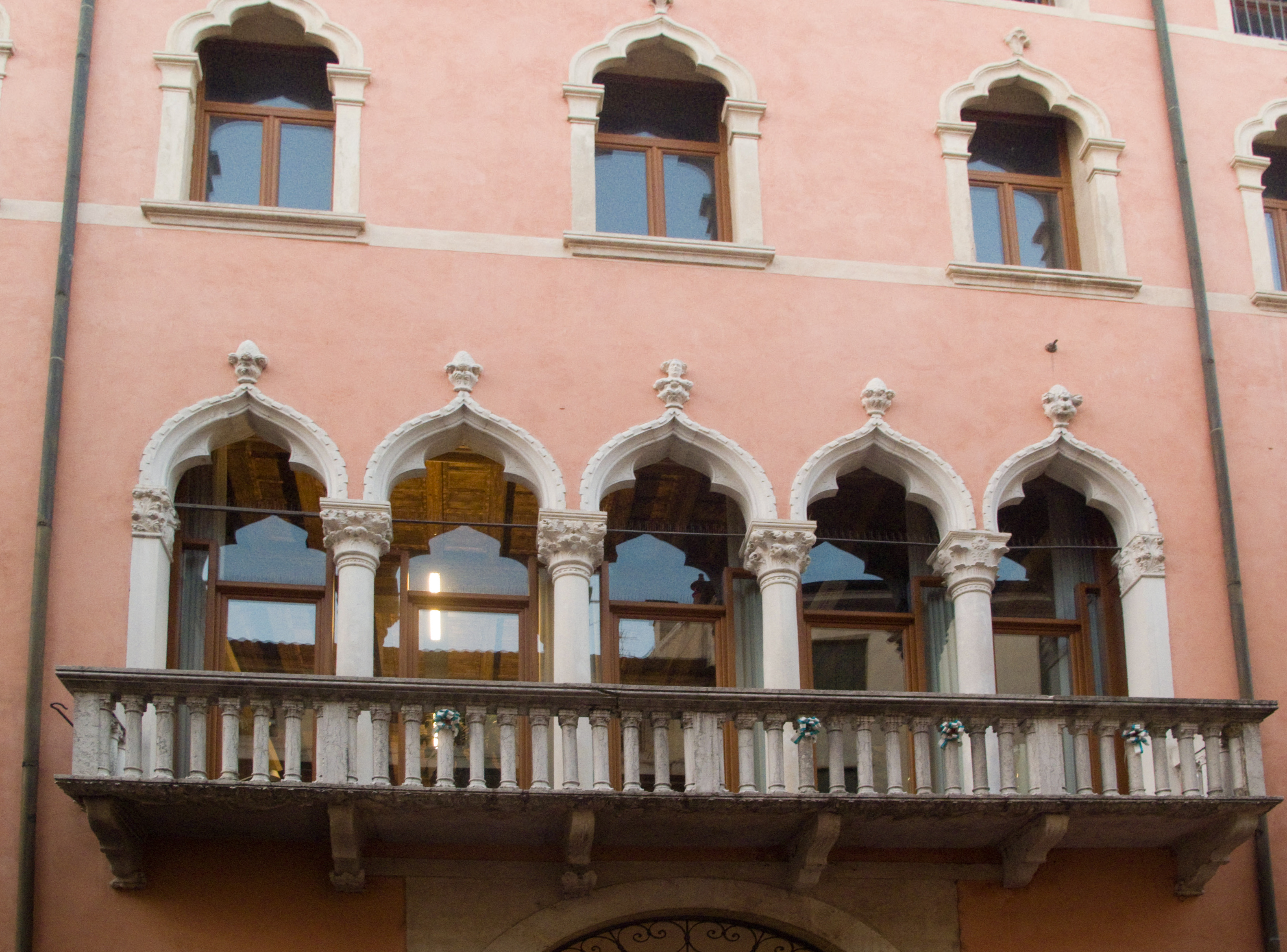
Pentafora
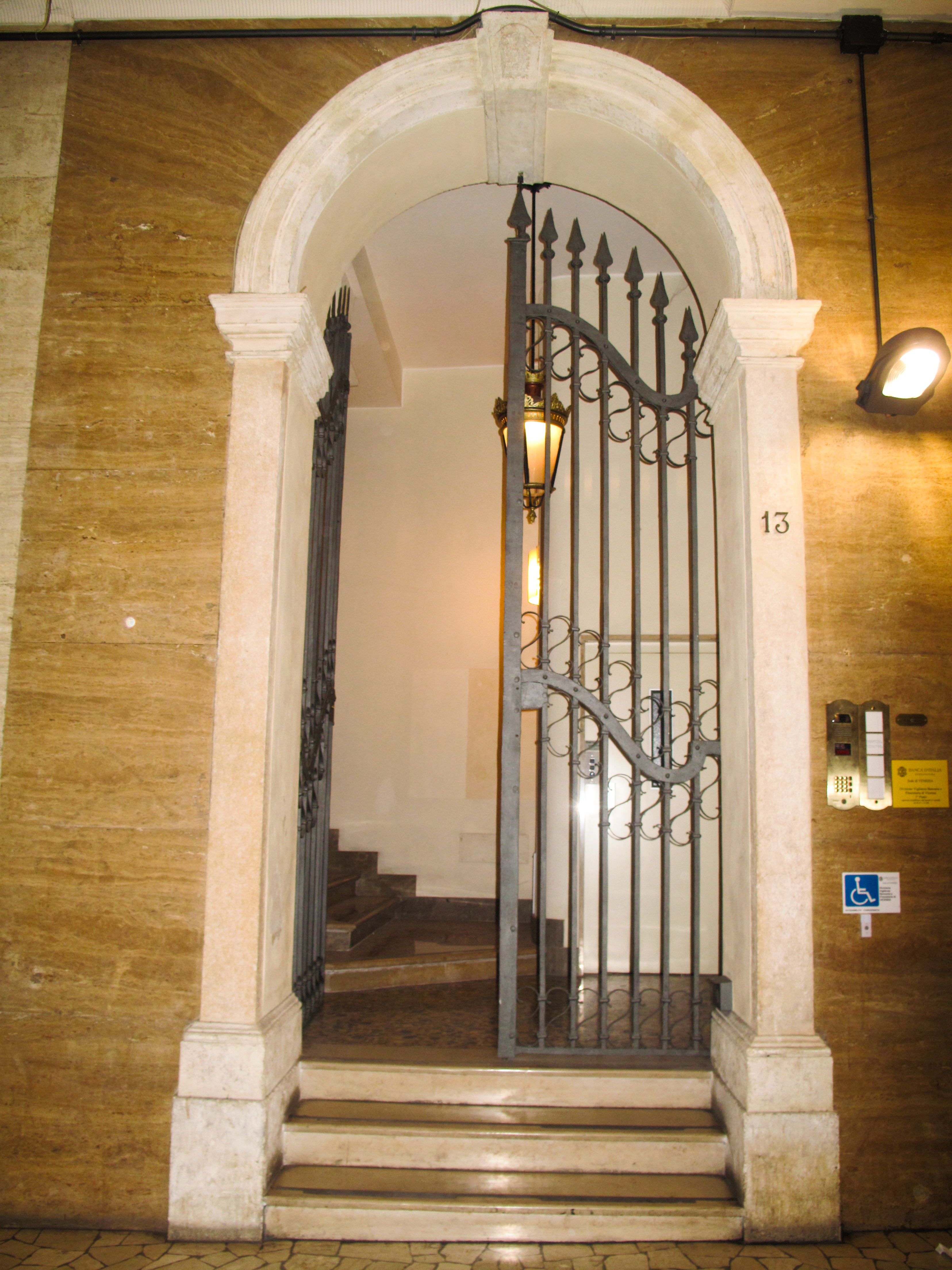
Ingresso interno

- Allineato con palazzo Thiene, del quale mantiene anche la quota, si trova, ai nn. 49-53, un edificio frutto di un rimaneggiamento e dell'unificazione di due precedenti, operato negli anni 1875-81. Le aperture, sono distribuite simmetricamente rispetto all'asse verticale centrale, pur con alcune dissonanze. Prezioso è il rivestimento in pietra del piano terra che, inglobando il portone di accesso e le vetrine dei negozi laterali, testimoniano l'alta qualità formale degli interventi[15].
- Anche il prospetto seguente, ai nn. 55-59, pur appartenendo alla cosiddetta architettura minore, mostra un equilibrio formale riscontrabile nella simmetria delle finestre. La trifora centrale del primo piano ricorda la tradizione vicentina e affacci su un balcone sinuoso e continuo, racchiuso da elegante motivo in ferro battuto; balconi singoli, occlusi da inferriate similari, sono presenti in tutte le aperture del primo e secondo piano[15].

→ Corso Fogazzaro
Questo incrocio un tempo era chiamato del Pozzo Rosso perché qui, al centro, si trovava un pozzo con la vera in pietra di color sanguigno, luogo deputato fin dal Medioevo alla lettura dei bandi del governo cittadino. Il pozzo venne otturato nel 1707 e a ricordo, sul posto, venne eretta una colonna con sopra una grande palla, anch'essa però rimossa, per ragioni di viabilità, nel 1815. Il toponimo cambiò poi in Canton de Gala dal nome della libreria Cartoleria Galla che vi si affacciava fino al 1948.

### Da corso Fogazzaro a contrà Santa Corona
- Palazzo Ghislanzoni ai numeri civici 61 e 63
- Palazzo Braschi Brunello, ai nn. 67-71
- Palazzo Tornieri, ai nn. 103-109

→ Galleria Porti

→ Contrà Porti

→ Contrà San Gaetano
- Palazzo Caldogno da Schio detto "Ca' d'Oro", al n. 147
- Chiesa di San Gaetano da Thiene
- Palazzo Valmarana Negri, al n. 159

→ Contrà Santa Corona

### Da contrà Santa Corona a piazza Matteotti
- Giardini della Chiesa di Santa Corona
- Casa Cogollo (detta "del Palladio"), al n. 163

→ Contrà Canove Vecchie

○ Piazza Giacomo Matteotti

## Edifici del prospetto sud

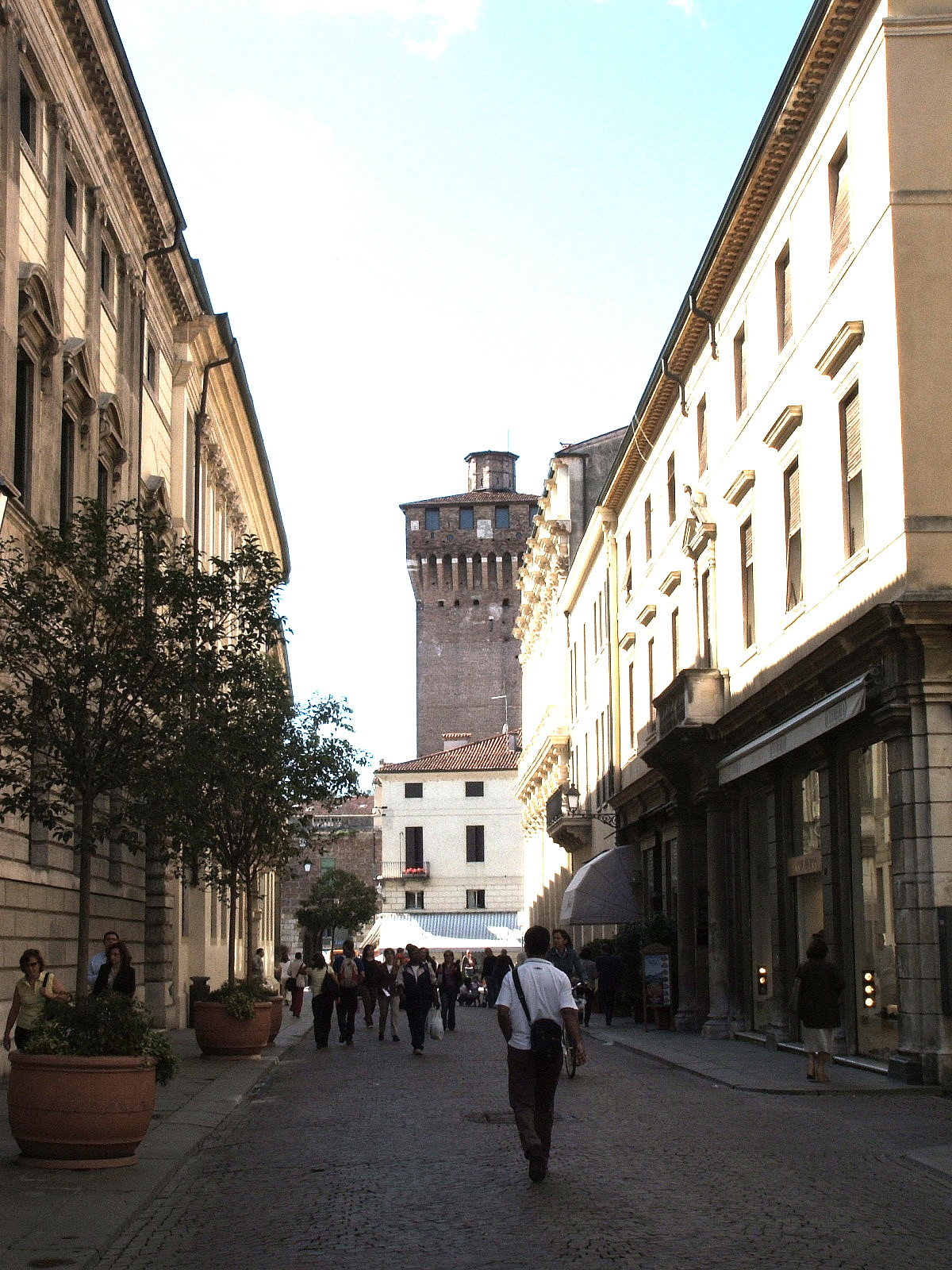
Corso Palladio a Vicenza, il tratto finale verso Porta Castello

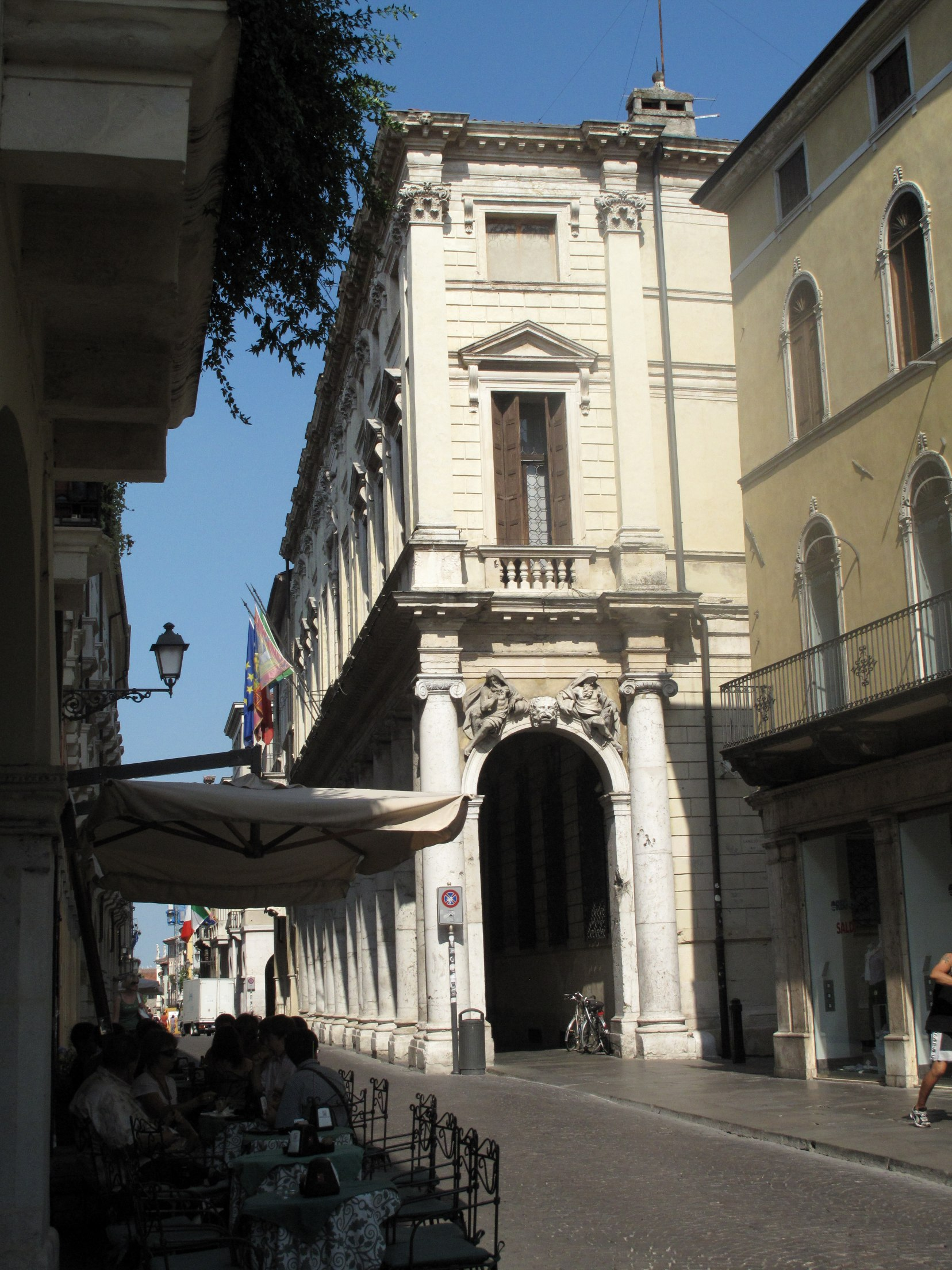
Palazzo Trissino, sede del Comune di Vicenza

Gli edifici più significativi, dal punto di vista storico e artistico, che prospettano su corso Palladio sono, partendo da piazza Giacomo Matteotti:
- Palazzo Chiericati (ala nord), sede della Pinacoteca Civica
- Casa Perecini Cremonese, al n. 198
- Casa Galvani Pagello, ai nn. 180-186
- Casa di Galeazzo da Roma, criminale del XVI secolo, ricordato da una colonna infame[18], al n.172
- Casa Trissino Menaldo, al n. 152

→ Contrà San Faustino. Prende il nome dall'antica cappella urbana (l'edificio, sconsacrato, ora accoglie il cinema Odeon)

→ Contrà Santa Barbara, taglia diagonalmente il corso e porta in piazza dei Signori. Prende il nome dall'antica cappella urbana (non più esistente)

→ Contrà Manin, in epoca medievale e moderna denominata contrà delle Vetture
- Palazzo Lonigo Curti, ai nn. 112-116

→ contrà delle Morette
- Casa Peretti

→ Contrà del Monte, che si ritiene essere l'antico cardo maximus dell'epoca romana, così denominata perché, quando sbocca in piazza dei Signori, sul suo lato sinistro si trova il palazzo del Monte di Pietà
- Palazzo Alidosio Conti, ai nn. 102-104
- Palazzo Trissino Baston, sede del comune di Vicenza, al n. 100

→ Contrà Cavour, in precedenza contrà dei Giudei
- Casa Binda, ai nn. 96-98
- Palazzo Pojana Arrigoni Noventa, ai nn. 90-94, attribuito all'architetto Andrea Palladio, che lo avrebbe progettato nel 1540 circa. È inserito nell'elenco dei 23 monumenti palladiani della città che fa parte dei Patrimoni dell'umanità dell'UNESCO. Sotto l'arco del palazzo inizia contrà Do Rode

→ Contrà Cesare Battisti
- Palazzo Roi, ai nn. 54/A-56
- Palazzo Lampertico, al n. 54

→ Stradella Loschi
- Palazzo Loschi Zileri Dal Verme, al n. 42
- Palazzo Braghetta Pagello Beltrame, ai nn. 38-40
- Palazzo Bissari Malvezzi, al n. 36
- Palazzetto Capra, incluso nel Palazzo Piovini Beltrame, al n. 34

○ Piazza Castello